# Checkpoint Charlie
Pour les articles homonymes, voir Checkpoint.
Le Checkpoint Charlie (« point de contrôle C », « Charlie » désignant la lettre C dans l'alphabet phonétique de l'OTAN permettant ainsi la compréhension entre les pays tels que les États-Unis, l'Allemagne, la France et d'autres) est l'un des postes-frontières de Berlin qui, lors de la guerre froide, permettait de franchir le mur qui divisait la capitale allemande entre le secteur Ouest et le secteur Est. Il se situait sur la Friedrichstraße, à la frontière entre les districts de Mitte (en secteur soviétique) et Kreuzberg (en secteur américain).

## Historique
Après l'effondrement du Troisième Reich en 1945, l'Allemagne est devenue un pays occupé. Les quatre zones d'occupation qui se répartirent sur le territoire allemand, y compris sur sa capitale Berlin, se regroupent bientôt en deux blocs antagonistes : l'Est sous occupation soviétique devient la République démocratique allemande (RDA), tandis que l'Ouest sous occupation britannique, française et américaine se constitue en République fédérale d'Allemagne (RFA).
Les différents « points de contrôle » (checkpoint en anglais) établis entre les zones occidentales et orientales ont reçu les noms de code :
- Alpha (point de contrôle A) : sur la frontière interallemande, entre Helmstedt (Basse-Saxe, RFA) et Marienborn (Saxe-Anhalt, RDA) pour la Bundesautobahn 2 ;
- Bravo (point de contrôle B) : entre  Drewitz (Brandebourg, RDA) et le quartier de Nikolassee (Berlin-Ouest, RFA) ;
- Charlie (point de contrôle C).

Le Checkpoint Charlie était alors réservé au passage des étrangers, du personnel diplomatique et des échanges de prisonniers, étant le point de passage obligé pour les véhicules occidentaux, les piétons pouvant également transiter par la gare de Berlin Friedrichstraße.
Ce checkpoint fut établi à la limite des quartiers de Mitte (secteur soviétique) et de Kreuzberg (secteur américain), c'est-à-dire au croisement avec la Zimmerstraße, dont le mur suivait alors le tracé dans cette zone. Moins du tiers de la largeur de cette rue resta ouvert à la circulation dans le secteur occidental. Dans le secteur Est, au contraire, elle laissa la place à un no man's land (zone interdite) allant jusqu'à quelques dizaines de mètres de largeur et entraînant donc la destruction des immeubles riverains.
Si, côté ouest-berlinois, on se refusa à construire des bâtiments permanents, se contentant d'une simple guérite placée sur un terre-plein au milieu de la chaussée, il en fut tout autre côté Berlin-Est. L'infrastructure sur le côté opposé fut en effet agrandie au fil des ans, pour inclure non seulement le mur, mais aussi des miradors et des chicanes, un vaste hangar barrant l'axe tant de la Friedrichstraße que de la Mauerstraße et comportant plusieurs files d'attente pour le contrôle des voitures et de leurs occupants.
Il reste pendant toute la guerre froide un des points de tension entre les deux « supergrands », notamment lors de la construction du Mur de Berlin. Le 27 octobre 1961, chars et soldats des deux camps se sont fait face pendant 16 heures, à la suite d'un différend sur la libre circulation des ressortissants des pays alliés dans les deux moitiés de la ville : les Soviétiques ayant exigé de contrôler un plénipotentiaire américain qui souhaitait pénétrer à Berlin-Est par ce poste-frontière. C'était contraire aux accords alors en vigueur qui autorisaient la libre circulation à cet endroit des diplomates et soldats alliés qui étaient stationnés à Berlin.
Les « checkpoints » ont été maintenus pendant la guerre froide jusqu'à la chute du Mur en 1989 (la réunification de l'Allemagne intervenant en 1990).
Aujourd'hui, les touristes se pressent au Checkpoint Charlie pour se faire photographier avec des figurants en uniforme.

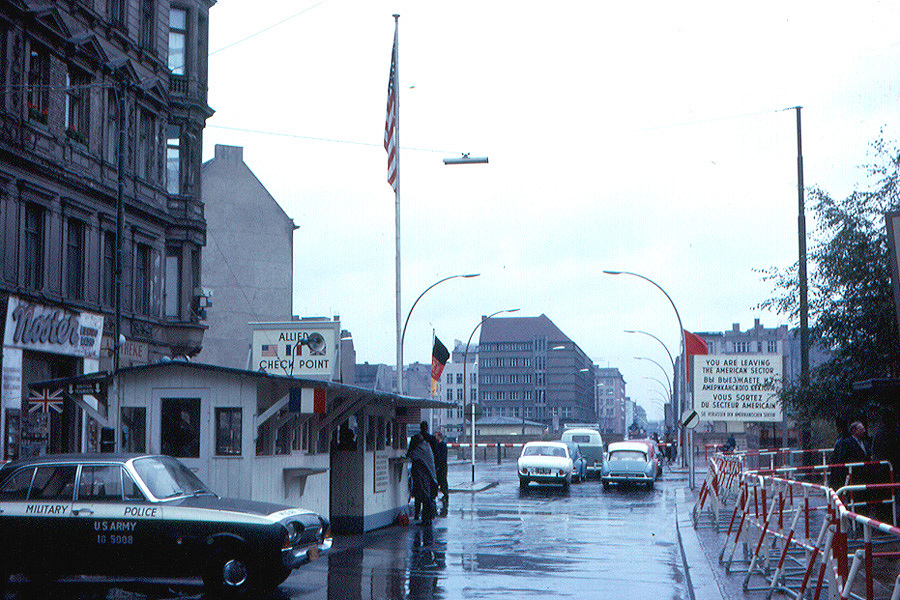
Checkpoint Charlie en 1963, depuis le secteur américain.
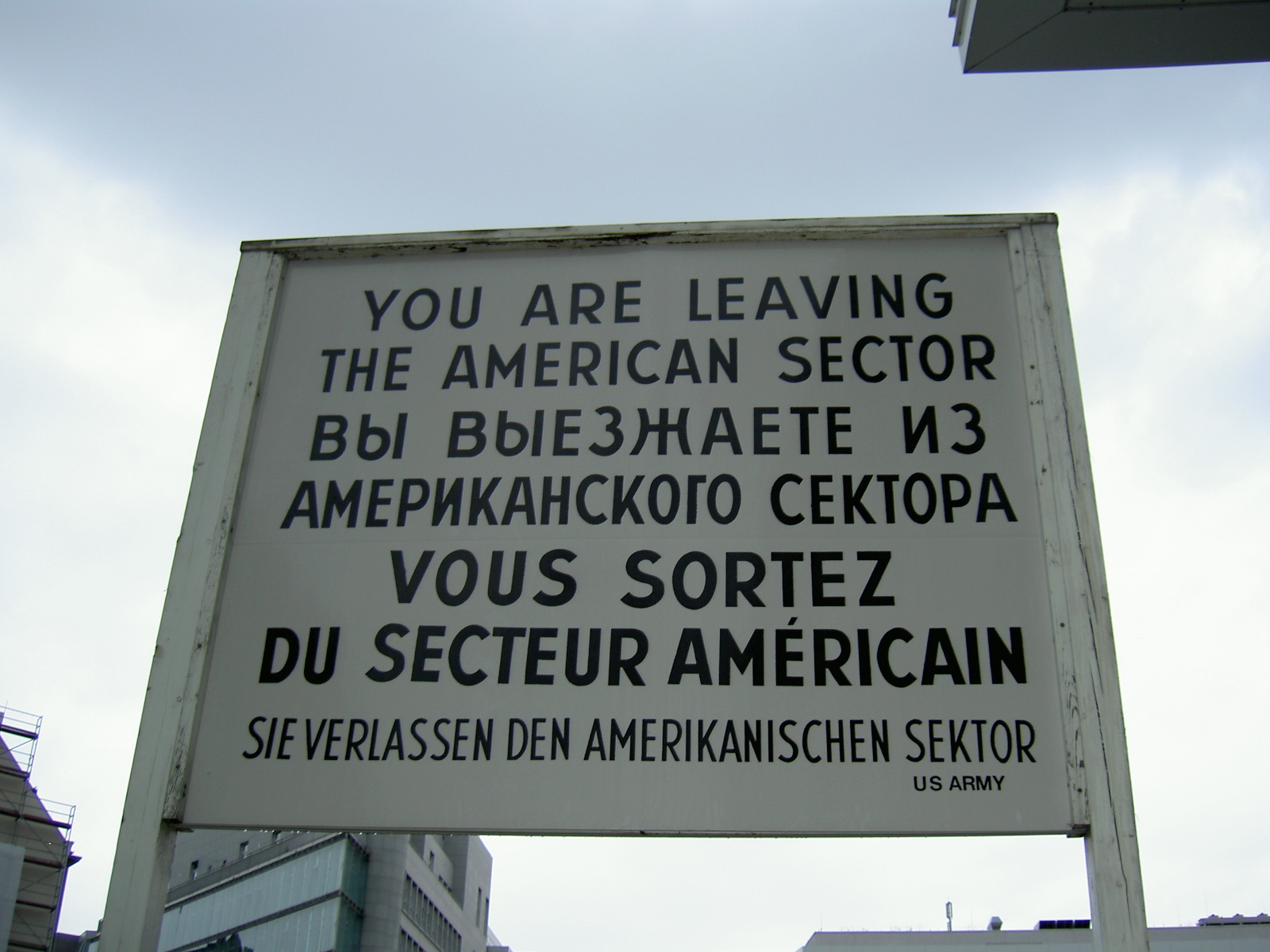
Panneau quadrilingue.
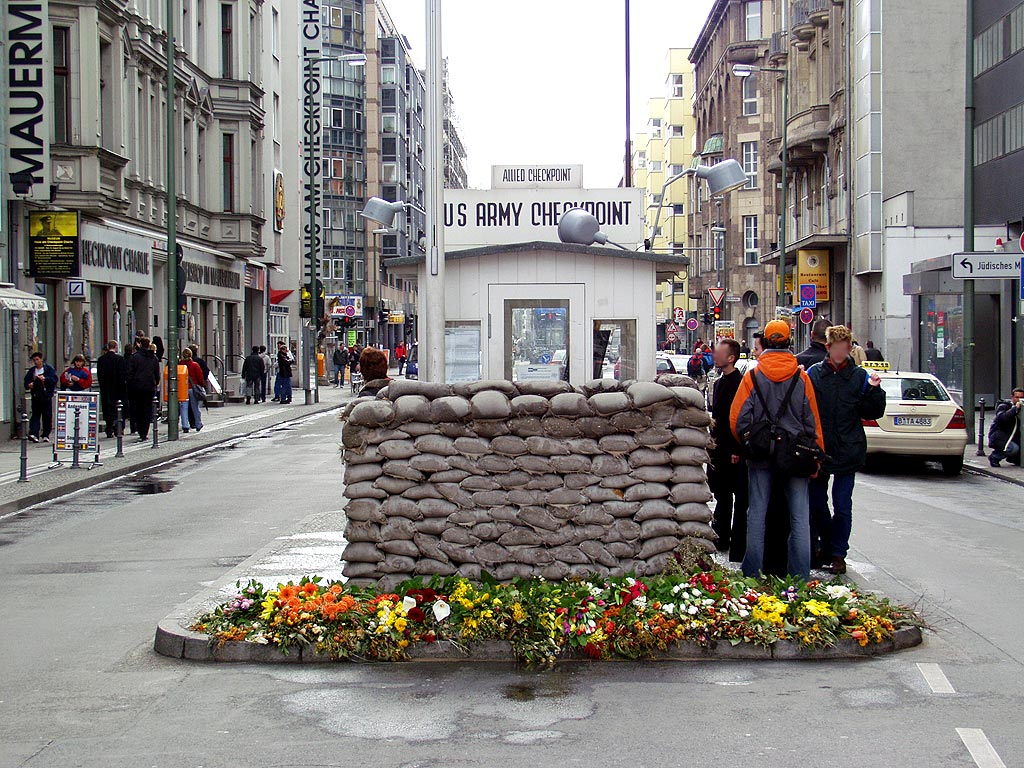
La guérite des forces occidentales au Checkpoint Charlie en 2004.
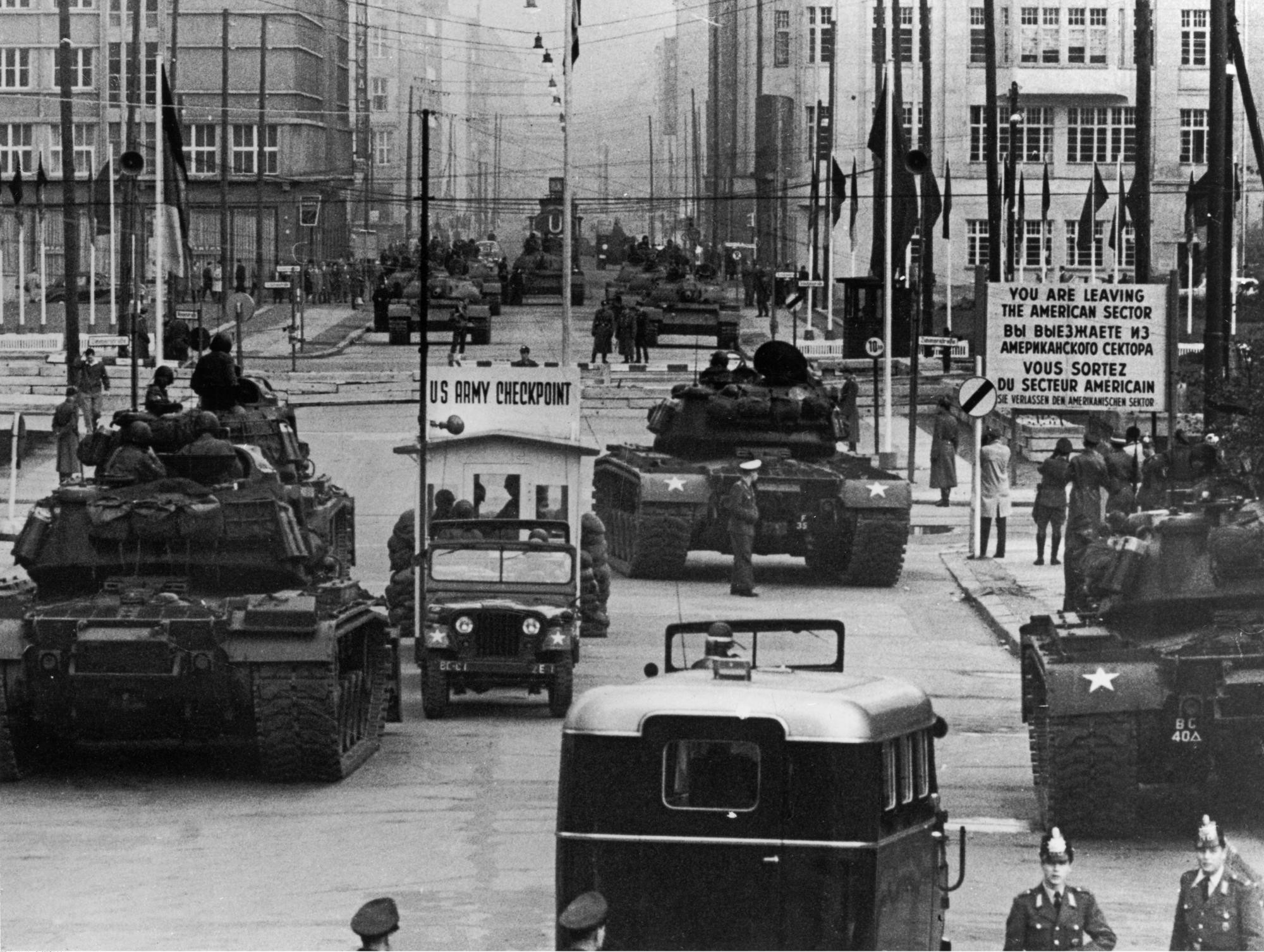
M48 Patton de la Berlin Brigade américaine en face à face avec des T-55 du Groupement des forces armées soviétiques en Allemagne le 27 octobre 1961, durant la crise de Berlin.

## Dans la fiction et les témoignages
Ce point de passage a été illustré notamment par des romanciers qui traitaient de l'espionnage, par exemple :
- John le Carré
- Gérard de Villiers, dont un roman (Berlin : Check-Point Charlie) de la série SAS comporte une scène dans laquelle des personnages franchissent par la force Checkpoint Charlie pour gagner Berlin-Ouest.
- Douglas Kennedy, cet instant-là.
- Un mur entre nos vies[2], un témoignage de Jutta Gallus, recueilli par la journaliste Ines Veith.

## Autres curiosités
En 2010, un établissement McDonald's a pris la place du « Snackpoint Charlie » qui regroupait des vendeurs de kebab, de sushis et de pizzas.